# Riccardo di Chichester
Riccardo di Chichester, conosciuto anche come Riccardo di Wych (Droitwich Spa, 1197 – Dover, 3 aprile 1253), è stato un vescovo cattolico britannico, che si batté affinché la messa fosse celebrata dignitosamente, per la somministrazione gratuita dei sacramenti e per il celibato del clero.
È venerato come patrono dei cocchieri.

## Biografia

### Giovinezza e studi
Figlio di modesti proprietari terrieri, pur essendo molto attivo negli studi da ragazzo e giovane, da adulto dovette lavorare nella fattoria per rispondere alle esigenze familiari.
Risoltisi i problemi economici, poté recarsi a studiare all'Università di Oxford (attorno al 1214), sotto la guida degli insigni futuri vescovi Edmondo Rich e Roberto Grossatesta. Proseguì gli studi prima a Parigi e poi per sette anni a Bologna, dove si concentrò sul diritto canonico; in questa città per la seconda volta rifiutò la proposta di un allettante matrimonio.

### Incarichi da laico
Nel 1235, a 38 anni, tornò ad Oxford dove fu subito nominato rettore dell'università. Il suo antico maestro Edmondo Rich, che era divenuto arcivescovo di Canterbury, nel 1237 lo volle come cancelliere della importante diocesi; qui si distinse nella collaborazione data validamente per attuare la riforma del clero e nel contrastare le ingerenze del potere regale.
Accompagnò l'arcivescovo nel suo viaggio a Pontigny in Francia e gli fu accanto quando questi morì a Soissy nel 1240. Edmondo gli lasciò in eredità un calice e Riccardo in quell'occasione decise di farsi prete, prendendo a studiare teologia per due anni, presso i domenicani di Orléans.

### Sacerdote e vescovo
Dopo l'ordinazione sacerdotale, avvenuta nel 1242, all'età di 45 anni, ritornò in Inghilterra e si dedicò come semplice parroco ai fedeli di Charing e Deal nel Kent.
Subito fu però reintegrato come cancelliere della diocesi di Canterbury, dal nuovo arcivescovo Bonifacio di Savoia. Suo malgrado, nel 1244 si trovò al centro della controversa elezione del vescovo di Chichester; Riccardo era il candidato sostenuto dai vescovi e dal partito della Riforma; ma non del re Enrico III, che nominò invece Riccardo Passelewe, abile amministratore ma non colto in questioni teologiche.
L'arcivescovo di Canterbury, quale Primate, non convalidò la nomina e il re di rimando confiscò i beni e le rendite della diocesi di Chichester; le due parti si rivolsero al papa Innocenzo IV, il quale confermando la scelta di Riccardo di Wych, lo consacrò vescovo nel 1245 a Lione.
Il nuovo vescovo, ritornato nella sua diocesi di Chichester, trovò tutti i beni sequestrati e dovette fissare la sua dimora in casa di un parroco a Tarring (Sussex), spostandosi a piedi in tutta la diocesi, per espletare il suo ministero e coltivando la terra nel tempo libero.
La situazione durò due anni e alla fine, il re Enrico III, minacciato di scomunica da parte del papa Innocenzo IV, restituì tutti i beni alla diocesi.

### Attività
Riccardo fu un uomo di grande carità, generoso nell'ospitalità, comprensivo con i peccatori e soprattutto prodigo per i colpiti dalla carestia del 1247.
Istituì gli Statuti Diocesani, che ancora sopravvivono, essi comprendono tutte le disposizioni per il celibato e la condotta del clero, dell'amministrazione gratuita dei sacramenti, per la celebrazione dignitosa della Messa, per la disciplina dei fedeli nell'osservare il precetto festivo e la conoscenza a memoria delle preghiere; inoltre diede grande carità ed assistenza agli ammalati ed ai sacerdoti anziani.
Fu grande predicatore per una nuova crociata, dopo la disastrosa spedizione di san Luigi IX re di Francia, nel 1253; non aveva intenzioni politiche, ma solo lo scopo della riapertura della Terra santa ai pellegrini.
Mentre si trovava a Dover per erigere una chiesa in onore del suo antico maestro e vescovo san Edmondo Rich, si ammalò gravemente in questa città e dopo qualche giorno, il 3 aprile 1253, morì.

## Culto
La fama della sua santità era tale, che dopo nove anni appena, fu canonizzato da papa Urbano IV, il 22 gennaio 1262. Il 16 giugno 1276, alla presenza del re Edoardo I, di vescovi e dignitari, il suo corpo fu traslato dalla tomba, in un reliquiario dietro l'altare maggiore della Cattedrale di Chichester; detto reliquiario fu distrutto dallo scismatico Enrico VIII, il 20 novembre 1538 e delle sue reliquie si sono perse le tracce.
I pellegrinaggi alla sua tomba durarono tutto il Medioevo, la festa del 3 aprile divenne generale nei monasteri benedettini di tutta l'Inghilterra ed è ancora celebrata da cattolici ed anglicani; è venerato come protettore dei cocchieri, forse poiché quando lavorava nella fattoria paterna guidava carri e cavalli.

## Genealogia episcopale
La genealogia episcopale è:
- Papa Innocenzo IV
- Vescovo Riccardo di Chichester